# Canzoni di contrabbando
Canzoni di contrabbando è una raccolta riarrangiata del cantautore italiano Eugenio Bennato, pubblicata nel 2016.

## Tracce
1. Mon père et ma mère
2. Il mondo corre
3. Che il Mediterraneo sia
4. Brigante se more (feat. Pietra Montecorvino)
5. Juzzella
6. Taranta Power
7. Lucia e la luna
8. Alfonsina y el mar
9. Ritmo di contrabbando
10. Il sorriso di Michela[2]
11. Ninco Nanco
12. Sponda sud
13. La città di mare